# Orkan Çınar
Orkan Çınar (Dortmund, Renania del Norte-Westfalia, Alemania, 29 de enero de 1996) es un futbolista turco. Juega de mediocampista y su equipo es el Adanaspor de la TFF Primera División de Turquía.

## Trayectoria
Se inició en las inferiores del VfL Wolfsburgo de Alemania, donde estuvo hasta 2014. Luego se iría libre al también alemán Greuther Fürth, donde detuvo en la 2. Bundesliga el 28 de agosto de 2014 contra el Ingolstadt 04. En enero de 2015 es fichado por el Gaziantepspor de Turquía, club donde jugó 61 partidos. A mediados de 2017 sería fichado por el actual campeón de la Superliga de Turquía, el Beşiktaş, a cambio de 450 000 euros.

## Clubes

### Estadísticas
- Actualizado al último partido disputado: 2 de junio de 2017.

| Greuther Fürth II · Alemania                                                                         |               |               |    |    |    |    |    |      |      |
| 4.ª                                                                                                  | 2014/15       | 5             | 1  | -  | -  | 5  | 1  | 0.20 |      |
| Total club                                                                                           | Total club    | 5             | 1  | 0  | 0  | 5  | 1  | 0.20 |      |
| Greuther Fürth · Alemania                                                                            |               |               |    |    |    |    |    |      |      |
| 2.ª                                                                                                  | 2014/15       | 2             | 0  | 2  | 0  | 4  | 0  | 0.00 |      |
| Total club                                                                                           | Total club    | 2             | 0  | 2  | 0  | 4  | 0  | 0.00 |      |
| Gaziantepspor Turquía                                                                                |               |               |    |    |    |    |    |      |      |
| 1.ª                                                                                                  | 2014/15       | 3             | 0  | -  | -  | 3  | 0  | 0.00 |      |
| 1.ª                                                                                                  | 2015/16       | 31            | 3  | 6  | 0  | 37 | 3  | 0.08 |      |
| 1.ª                                                                                                  | 2016/17       | 15            | 1  | 6  | 2  | 21 | 3  | 0.14 |      |
| Total club                                                                                           | Total club    | 49            | 4  | 12 | 2  | 61 | 6  | 0.10 |      |
| Beşiktaş Turquía                                                                                     |               |               |    |    |    |    |    |      |      |
| 1.ª                                                                                                  | 2017/18       | -             | -  | -  | -  | 0  | 0  | 0.00 |      |
| Total club                                                                                           | Total club    | 0             | 0  | 0  | 0  | 0  | 0  | 0.00 |      |
| Total carrera                                                                                        | Total carrera | Total carrera | 56 | 5  | 14 | 2  | 70 | 7    | 0.10 |
| (1) Incluye datos de Copa de Turquía y Copa de Alemania. (2) No incluye goles en partidos amistosos. |               |               |    |    |    |    |    |      |      |